# Азербайджан на «Евровидении-2018»
Азербайджан принял участие в песенном конкурсе «Евровидение-2018». Представителем страны была выбрана певица Айсель Мамедова. Выступив с песней «X My Heart», исполнительница заняла 11 место в полуфинале и не прошла в финал.

## Предыстория
Не считая конкурса 2018 года, Азербайджан участвовал в «Евровидении» одиннадцатый раз с момента своего дебюта в 2008 году. Азербайджан победил в 2011 году. Победу стране принёс дуэт Ell & Nikki с песней «Running Scared», набравший в финале 221 балл. В 2012 году Азербайджан принимал конкурс в Баку. С момента дебюта Азербайджан имел весьма успешные результаты на конкурсе, регулярно выходя в финал, и шесть раз занимал места в первой десятке вплоть до 2014 года — так, в 2009 году дуэт Араша и Айсель с песней «Always» занял в финале 3-е место, набрав в общей сумме 207 баллов. В 2013 году страну представлял Фарид Мамедов с песней «Hold Me» и занял 2-е место, набрав 234 балла и уступив только датчанке Эммили де Форест в финале конкурса. Худшим результатом для Азербайджана являлся 2014 год, когда страну представляла Диляра Кязимова с песней «Start a Fire», занявшая в финале 22-е место и получившая 33 балла. В 2017 году Азербайджан представляла Диана Гаджиева с песней «Skeletons». В финале Гаджиева заняла 14-е место, набрав 120 баллов.
Азербайджанским телеканалом, который транслировал «Евровидение» в Азербайджане и организовывал процесс отбора для участия в конкурсе, было «Общественное телевидение» (ITV). 11 августа 2017 года ITV подтвердил участие в конкурсе, но не пояснил, как будет выбран представитель.

## Перед «Евровидением»
8 ноября 2017 года вещатель ITV заявил, что Азербайджан на конкурсе «Евровидение-2018» представит Айсель Мамедова. Певицу выбрали на заседании жюри конкурса. Айсель была известна своим участием в фестивале «Жара», а также джазовых музыкальных фестивалях.
Специально для певицы была написана композиция «X My Heart», созданная интернациональной командой, включающей композитора Димитроса Контопулоса (Греция) и Сандру Борман (Швеция). Авторы песни ранее работали с Эльдаром Гасымовым и Нигяр Джамал, которые в 2011 году выиграли Евровидение. Запись песни состоялась в лондонской студии, а её сведением занимался Эш Хьюс, известный по работе с One Direction и Dido. Постановщиком концертного номера стал режиссёр Фокас Евангелинос (Греция), ранее работавший с другими победителями Евровидения Еленой Папаризу и Димой Биланом.
После обнародования песни, с которой артистка должна была выступить на конкурсе, в социальных сетях Азербайджана высказали недовольство выбором, посчитав, что песня не сможет претендовать на победу. Под давлением критики в ходе репетиций было решено изменить вступление. Тем не менее, по мнению букмекеров, шансы Айсель Мамедовой на попадание в десятку лучших артистов были невелики.

## На «Евровидении»
Конкурс песни «Евровидение-2018» проходил в Алтис-Арене в Лиссабоне, Португалия, и состоял из двух полуфиналов 8 и 10 мая и финала 12 мая 2018 года. Согласно правилам «Евровидения», все страны, за исключением страны-хозяйки (Португалия) и «Большой пятёрки» (Великобритания, Германия, Италия, Испания и Франция), должны участвовать в одном из двух полуфиналов, чтобы попасть в финал; лучшие десять стран из каждого полуфинала перейдут в финал.
Айсель выступила в первом полуфинале конкурса под номером 1. Набрав 94 балла, заняла 11 место и не прошла в финал. Это стало наихудшим результатом для Азербайджана за всю историю участия в конкурсе, так как представитель страны не попал в финал впервые.